# Cestrum darienense
Cestrum darienense är en potatisväxtart som beskrevs av A.K.Monro. Cestrum darienense ingår i släktet Cestrum och familjen potatisväxter. Inga underarter finns listade i Catalogue of Life.